# Дубина, Илья Тихонович
Илья Тихонович Дубина (1917-1991) — старшина Советской армии, участник Великой Отечественной войны, полный кавалер ордена Славы.

## Биография
Илья Тихонович Дубина родился 25 декабря 1917 года в селе Пулины (ныне — Житомирский район Житомирской области Украины). После окончания пяти классов школы трудился учётчиком в колхозе. 7 декабря 1943 года Дубина был призван на службу в Рабоче-Крестьянскую Красную Армию и 22 декабря того же года был направлен на фронт Великой Отечественной войны. Участвовал в освобождении Украинской ССР, Польши, Чехословакии. Воевал наводчиком 76-миллиметрового орудия батареи 1130-го стрелкового полка 336-й стрелковой дивизии 15-го стрелкового корпуса 60-й армии.
Неоднократно отличался в боях. Так, 4 февраля 1945 года на плацдарме на западном берегу Одера к северу от города Ратибор (ныне — Рацибуж, Польша) расчёт Дубины активно участвовал в отражении немецких контратак, уничтожив 2 огневые точки и 7 вражеских солдат. За это Дубина 15 февраля 1945 года был награждён орденом Славы 3-й степени.
8 марта 1945 года к востоку от населённого пункта Риттерсдорф (ныне — Поненцице, Польша) Дубина со своим расчётом участвовал в отражении шести немецких контратак, уничтожив 5 пулемётных точек и до 30 солдат и офицеров. За это 21 мая 1945 года он был награждён орденом Славы 2-й степени.
29 марта 1945 года при взятии деревни Рестнице (ныне — Розумице, Польша) расчёт Дубины, находясь в боевых порядках пехоты, обеспечивал поддержку её действий. В тот день артиллеристы уничтожили 1 орудие, 1 огневую точку и 8 вражеских солдат, содействовав общему успеху. 22 апреля 1945 года Дубина вторично был награждён орденом Славы 3-й степени. 20 декабря 1951 года Указом Президиума Верховного Совета СССР он был перенаграждён орденом Славы 1-й степени.
В июне 1946 года в звании старшины Дубина был демобилизован. Вернувшись на родину, работал в колхозе. Умер 29 мая 1991 года.

## Награды
- Орден Отечественной войны 1-й степени (06.04.1985);
- Орден Славы 1-й степени (20.12.1951);
- Орден Славы 2-й степени (21.05.1945);
- Орден Славы 3-й степени (15.02.1945);
- Медали.